# Джанлука Скамакка
Джанлука Скамакка (італ. Gianluca Scamacca, нар. 1 січня 1999, Рим) — італійський футболіст, нападник «Аталанти» і збірної Італії.

## Клубна кар'єра
Народився 1 січня 1999 року в місті Рим. Вихованець «Роми» зі свого рідного міста. На початку 2015 року Джанлука підписав контракт з нідерландським ПСВ, приєднавшись до його молодіжної команди. 22 січня 2016 року в матчі резервної команди «Йонг ПСВ» проти «ВВВ-Венло» він дебютував у Ерстедивізі, другому дивізіоні країни, замінивши у другому таймі Стівена Бергвейна. Всього за цю команду він зіграв три матчі, так і не дебютувавши за основну команду.
На початку 2017 року Скамакка повернувся на батьківщину, ставши гравцем «Сассуоло». 29 жовтня у матчі проти «Наполі» він дебютував у Серії A і до кінця року зіграв ще у двох матчах за клуб.
На початку 2018 року для отримання ігрової практики Скамакка на правах оренди перейшов у «Кремонезе» з Серії Б, а влітку того ж року був відданий в оренду в нідерландське «Зволле», відігравши там до кінця року, після чого на початку 2019 року повернувся у «Сассуоло».
У складі «Сассуоло» знову не отримував ігрового часу і за пів року, влітку 2019, був відданий в річну оренду, цього разу до друголігового «Асколі». 2 жовтня 2020 року також на орендних правах приєднався до «Дженоа».
В обох цих командах мав постійну ігрову практику, а влітку 2021 року повернувся до «Сассуоло».
Влітку 2022 року Джанлука Скамакка перейшов до англійського «Вест Гема» за орієнтовні 30,5 мільйона фунтів. Контракт італійця з лондонським клубом був розрахований на п'ять років, утім невдовзі після переходу він отримав травму, що потребувала операції, і пропустив значну частину сезону, взявши по його ходу участь у лише 16 іграх Прем'єр-ліги і забивши в них три голи.
А вже у серпні 2023 року гравець повернувся на батьківщину, перейшовши до «Аталанти», якій трансфер нападника обійшовся у 22,5 мільйона фунтів (плюс понад 4 мільйони можливих бонусів).

## Виступи за збірні
2014 року дебютував у складі юнацької збірної Італії, взяв участь у 49 іграх на юнацькому рівні, відзначившись 20 забитими голами. Він зіграв на чемпіонатах Європи серед юнаків до 17 років у 2015 та 2016 роках, а також на чемпіонаті Європи 2018 року серед юнаків до 19 років, де Італія стала фіналістом турніру.
2019 року з командою до 20 років поїхав на молодіжний чемпіонат світу.
За два роки, у 2021, вже у складі молодіжної збірної Італії U-21 брав участь у тогорічному молодіжному Євро.
Того ж 2021 року дебютував у складі національної збірної Італії.

## Статистика виступів

### Статистика клубних виступів
Станом на 20 серпня 2023
| Сезон                | Команда              | Чемпіонат            | Чемпіонат | Чемпіонат | Національний кубок | Національний кубок | Національний кубок | Континентальні кубки | Континентальні кубки | Континентальні кубки | Інші змагання | Інші змагання | Інші змагання | Усього | Усього | Усього |
| Сезон                | Команда              | Ліга                 | Ігор      | Голів     | Ліга               | Ігор               | Голів              | Ліга                 | Ігор                 | Голів                | Ліга          | Ігор          | Голів         | Ігор   | Голів  |        |
| -------------------- | -------------------- | -------------------- | --------- | --------- | ------------------ | ------------------ | ------------------ | -------------------- | -------------------- | -------------------- | ------------- | ------------- | ------------- | ------ | ------ | ------ |
| 2015–16              | «Йонг ПСВ»           | ЕД (ІІ)              | 2         | 0         | -                  | -                  | -                  | -                    | -                    | -                    | -             | -             | -             | 2      | 0      |        |
| 2016–17              | «Йонг ПСВ»           | ЕД (ІІ)              | 1         | 0         | -                  | -                  |                    | -                    | -                    | -                    |               | -             | -             | 1      | 0      |        |
| Усього за «Йонг ПСВ» | Усього за «Йонг ПСВ» | Усього за «Йонг ПСВ» | 3         | 0         |                    | -                  | -                  |                      | -                    | -                    |               | -             | -             | 3      | 0      |        |
| 2016–17              | «Сассуоло»           | A                    | 0         | 0         | КІ                 | 0                  | 0                  | -                    | -                    | -                    | -             | -             | -             | 0      | 0      |        |
| 2017–18              | «Сассуоло»           | A                    | 3         | 0         | КІ                 | 0                  | 0                  | -                    | -                    | -                    | -             | -             | -             | 3      | 0      |        |
| 2017–18              | «Кремонезе»          | B (ІІ)               | 14        | 1         | КІ                 | 0                  | 0                  | -                    | -                    | -                    | -             | -             | -             | 14     | 1      |        |
| 2018–19              | «Зволле»             | E                    | 8         | 0         | КН                 | 2                  | 0                  | -                    | -                    | -                    | -             | -             | -             | 10     | 0      |        |
| січ.-черв. 2019      | «Сассуоло»           | A                    | 0         | 0         | КІ                 | 0                  | 0                  | -                    | -                    | -                    | -             | -             | -             | 0      | 0      |        |
| 2019–20              | «Асколі»             | B (ІІ)               | 33        | 9         | КІ                 | 2                  | 4                  | -                    | -                    | -                    | -             | -             | -             | 35     | 13     |        |
| 2020–21              | «Дженоа»             | A                    | 26        | 8         | КІ                 | 3                  | 4                  | -                    | -                    | -                    | -             | -             | -             | 29     | 12     |        |
| 2021–22              | «Сассуоло»           | A                    | 36        | 16        | КІ                 | 2                  | 0                  | -                    | -                    | -                    | -             | -             | -             | 38     | 16     |        |
| Усього за «Сассуоло» | Усього за «Сассуоло» | Усього за «Сассуоло» | 39        | 16        |                    | 2                  | 0                  |                      | -                    | -                    |               | -             | -             | 41     | 16     |        |
| 2022–23              | «Вест Гем Юнайтед»   | ПЛ                   | 16        | 3         | КА+КЛ              | 1+1                | 0                  | ЛК                   | 9                    | 5                    | -             | -             | -             | 27     | 8      |        |
| 2023–24              | «Аталанта»           | A                    | 7         | 4         | КІ                 | 0                  | 0                  | ЛЄ                   | 2                    | 0                    | -             | -             | -             | 9      | 4      |        |
| Усього за кар'єру    | Усього за кар'єру    | Усього за кар'єру    | 146       | 41        |                    | 11                 | 8                  |                      | 11                   | 5                    |               | -             | -             | 168    | 54     |        |

### Статистика виступів за збірну
Станом на 20 серпня 2023
| Дата       | Місто             | Господарі         | Результат | Гості     | Турнір                               | Голи | Примітки |
| ---------- | ----------------- | ----------------- | --------- | --------- | ------------------------------------ | ---- | -------- |
| 8-9-2021   | Реджо-нель-Емілія | Італія            | 5 – 0     | Литва     | Відбір до ЧС 2022                    | -    | 61'      |
| 15-11-2021 | Белфаст           | Північна Ірландія | 0 – 0     | Італія    | Відбір до ЧС 2022                    | -    | 80'      |
| 29-3-2022  | Конья             | Туреччина         | 2 – 3     | Італія    | товариський матч                     | -    | 88'      |
| 1-6-2022   | Лондон            | Італія            | 0 – 3     | Аргентина | Фіналіссіма 2022                     | -    | 46'      |
| 4-6-2022   | Болонья           | Італія            | 1 – 1     | Німеччина | Ліга націй УЄФА 2022-2023 - 1-й етап | -    | 85'      |
| 11-6-2022  | Вулвергемптон     | Англія            | 0 – 0     | Італія    | Ліга націй УЄФА 2022-2023 - 1-й етап | -    | 76'      |
| 14-6-2022  | Менхенгладбах     | Німеччина         | 5 – 2     | Італія    | Ліга націй УЄФА 2022-2023 - 1-й етап | -    | 78'      |
| 23-9-2022  | Мілан             | Італія            | 1 – 0     | Англія    | Ліга націй УЄФА 2022-2023 - 1-й етап | -    | 63'      |
| 26-9-2022  | Будапешт          | Угорщина          | 0 – 2     | Італія    | Ліга націй УЄФА 2022-2023 - 1-й етап | -    | 72'      |
| 23-3-2023  | Неаполь           | Італія            | 1 – 2     | Англія    | Відбір до ЧЄ 2024                    | -    | 88'      |
| 26-3-2023  | Та-Калі           | Мальта            | 0 – 2     | Італія    | Відбір до ЧЄ 2024                    | -    | 67'      |
| Усього     |                   | Матчів            | 11        |           | Голів                                | 0    |          |

| Дата       | Місто               | Господарі  | Результат  | Гості      | Турнір                             | Голи | Примітки |
| ---------- | ------------------- | ---------- | ---------- | ---------- | ---------------------------------- | ---- | -------- |
| 25-5-2018  | Ешторіл             | Португалія | 3 – 2      | Італія     | Товариський матч                   | -    | 74'      |
| 29-5-2018  | Безансон            | Франція    | 1 – 1      | Італія     | Товариський матч                   | -    | 46'      |
| 6-9-2019   | Катанія             | Італія     | 4 – 0      | Молдова    | Товариський матч                   | 1    |          |
| 10-9-2019  | Кастель-ді-Сангро   | Італія     | 5 – 0      | Люксембург | Кваліфікація молодіжного Євро-2021 | 1    |          |
| 10-10-2019 | Дублін              | Ірландія   | 0 – 0      | Італія     | Кваліфікація молодіжного Євро-2021 | -    | 46'      |
| 14-10-2019 | Єреван              | Вірменія   | 0 – 1      | Італія     | Кваліфікація молодіжного Євро-2021 | 1    | 75'      |
| 16-11-2019 | Феррара             | Італія     | 3 – 0      | Ісландія   | Кваліфікація молодіжного Євро-2021 | -    | 80'      |
| 19-11-2019 | Катанія             | Італія     | 6 – 0      | Вірменія   | Кваліфікація молодіжного Євро-2021 | 1    | 55'      |
| 8-9-2020   | Кальмар (місто)     | Швеція     | 3 – 0      | Італія     | Кваліфікація молодіжного Євро-2021 | -    | 46'      |
| 12-11-2020 | Рейк'явік           | Ісландія   | 1 – 2      | Італія     | Кваліфікація молодіжного Євро-2021 | -    | 80'      |
| 15-11-2020 | Діфферданж (комуна) | Люксембург | 0 – 4      | Італія     | Кваліфікація молодіжного Євро-2021 | 2    | 78'      |
| 18-11-2020 | Піза                | Італія     | 4 – 1      | Швеція     | Кваліфікація молодіжного Євро-2021 | 1    | 71'      |
| 24-3-2021  | Целє (місто)        | Чехія      | 1 – 1      | Італія     | Молодіжне Євро-2021 - 1-й етап     | 1    |          |
| 27-3-2021  | Марибор             | Іспанія    | 0 – 0      | Італія     | Молодіжне Євро-2021 - 1-й етап     | -    | 82', 86' |
| 31-5-2021  | Любляна             | Португалія | 5 – 3 д.ч. | Італія     | Молодіжне Євро-2021 - чвертьфінал  | 1    | 91'      |
| Усього     |                     | Матчів     | 15         |            | Голів                              | 9    |          |

## Титули та досягнення
- Переможець Ліги конференцій УЄФА (1):

«Вест Гем Юнайтед»: 2022–23
- Переможець Ліги Європи УЄФА (1):

«Аталанта»: 2023–24